# V749 Геркулеса
V749 Геркулеса (лат. V749 Herculis) — одиночная переменная звезда* в созвездии Геркулеса на расстоянии приблизительно 69 световых лет (около 21 парсек) от Солнца. Видимая звёздная величина звезды — от +14,08m до +14,04m. Возраст звезды определён как около 520 млн лет.

## Характеристики
V749 Геркулеса — белый карлик, пульсирующая переменная звезда типа ZZ Кита (ZZA) спектрального класса DA, или DAB5,4, или DA5,4. Масса — около 0,601 солнечной, радиус — около 0,01212 солнечного, светимость — около 0,00126 солнечной. Эффективная температура — около 9085 K.